# تپه گنج وجون ۲
تپه گنج وجون ۲ مربوط به عصر آهن است و در شهرستان ساری، بخش چهاردانگه، دهستان چهاردانگه، روستای تیله بن واقع شده و این اثر در تاریخ ۲۶ اسفند ۱۳۸۶ با شمارهٔ ثبت ۲۱۹۴۰ به‌عنوان یکی از آثار ملی ایران به ثبت رسیده است.